# Birgit Radochla
Birgit Radochla (n. 31 ianuarie 1945, Döbern, Brandenburg, Germania) este o gimnastă artistică ce a reprezentat Germania, medaliată olimpică. A participat la o ediție a Jocurilor Olimpice (1964) în care a câștigat o medalie de argint.